# Stari Grad, Hvar
Stari grad (italijansko Cittavecchia) je mesto z nakaj manj kot 2.000 prebivalci, letovišče in pristanišče na hrvaškem otoku Hvaru (in poleg Hvara druga občina s statusom mesta na njem, hrv. Grad Stari Grad z 2.772 prebivalci leta 2021) v Splitsko-dalmatinski županiji.
Cesta, ki iz mesta Hvara vodi v notranjost otoka in po približno 20 km doseže Stari grad, mesto ob koncu dobro zavarovanega zaliva. Današnja naselbina je zgrajena na temeljih grškega Pharosa (Farosa), zato je najstarejše mesto na Hrvaškem, Aristotelov vrstnik. Istega leta, 384 pred našim štetjem, ko se je v Trakiji rodil ta znameniti grški filozof, so Grki z otoka Parosa v Egejskem morju utemeljili mesto na otoku Hvar, in ga poimenovali Faros. Na več krajih je še danes moč videti ostanke grške, rimske in zgodnjekrščanske arhitektura (deli obzidja, pristave, mozaiki starokrščanske krstilnice).
Planjava pri Starem gradu še danes izkazuje ostanke starogrške razdelitve polj, ki je tudi po 24 stoletjih praktično nedotaknjena in v enaki rabi. Planjava je od leta 2008 na UNESCO-vem seznamu kulturne dediščine.
Med spomeniki poznejših obdobij je najpomembnejši Tvrdalj, počitniška hiša pesnika Petra Hektorovića, avtorja slovečega renesančnega dela Ribanje i ribarsko prigovaranje, ki so jo okoli leta 1520 zgradili kot utrjeno stavbo. Danes je v njej zanimiva etnološka zbirka. Zanimiva je tudi renesančna cerkvica sv. Roka iz 16. stol. in baročna župnijska cerkev iz 17. stol. ter dominikanski samostan iz 15. stoletja. Ko so Turki prišli na otok, so samostan požgali, kasneje pa je bil obnovljen. Danes je v samostanu stara knjižnica, arhiv, lapidarij ter zbirka slik, numizmatike in fosilov. V mestu je tudi več baročnih palač iz 17. in 18. stoletja.
Stari Grad je glavno pristanišče na otoku Hvar in je vsakodnevno povezan z redno trajektno linijo s Splitom.

## Demografija
| Pregled števila prebivalcev po letih | Pregled števila prebivalcev po letih | Pregled števila prebivalcev po letih | Pregled števila prebivalcev po letih | Pregled števila prebivalcev po letih | Pregled števila prebivalcev po letih | Pregled števila prebivalcev po letih | Pregled števila prebivalcev po letih | Pregled števila prebivalcev po letih | Pregled števila prebivalcev po letih | Pregled števila prebivalcev po letih | Pregled števila prebivalcev po letih | Pregled števila prebivalcev po letih | Pregled števila prebivalcev po letih | Pregled števila prebivalcev po letih |      |      |
| ------------------------------------ | ------------------------------------ | ------------------------------------ | ------------------------------------ | ------------------------------------ | ------------------------------------ | ------------------------------------ | ------------------------------------ | ------------------------------------ | ------------------------------------ | ------------------------------------ | ------------------------------------ | ------------------------------------ | ------------------------------------ | ------------------------------------ | ---- | ---- |
| 1857                                 | 1869                                 | 1880                                 | 1890                                 | 1900                                 | 1910                                 | 1921                                 | 1931                                 | 1948                                 | 1953                                 | 1961                                 | 1971                                 | 1981                                 | 1991                                 | 2001                                 | 2011 | 2021 |
| 2843                                 | 3217                                 | 3363                                 | 3386                                 | 3120                                 | 2469                                 | 2468                                 | 1941                                 | 1446                                 | 1531                                 | 1460                                 | 1607                                 | 1676                                 | 1836                                 | 1906                                 | 1885 | 1921 |